# 12. tisućljeće pr. Kr.
◄ | 13. tisućljeće pr. Kr. | 12. tisucljeće pr. Kr. | 11. tisućljeće pr. Kr. | ►
120. stoljeće pr. Kr. | 119. stoljeće pr. Kr. | 118. stoljeće pr. Kr. | 117. stoljeće pr. Kr. | 116. stoljeće pr. Kr. | 115. stoljeće pr. Kr. | 114. stoljeće pr. Kr. | 113. stoljeće pr. Kr. | 112. stoljeće pr. Kr. | 111. stoljeće pr. Kr.
12. tisućljeće pr. Kr. je je razdoblje od 12000. pr. Kr. do 11001. pr. Kr..

## Vanjske poveznice
|  | Zajednički poslužitelj ima još gradiva o temi 12. tisućljeće Pr. Kr. |